# Gigante helado

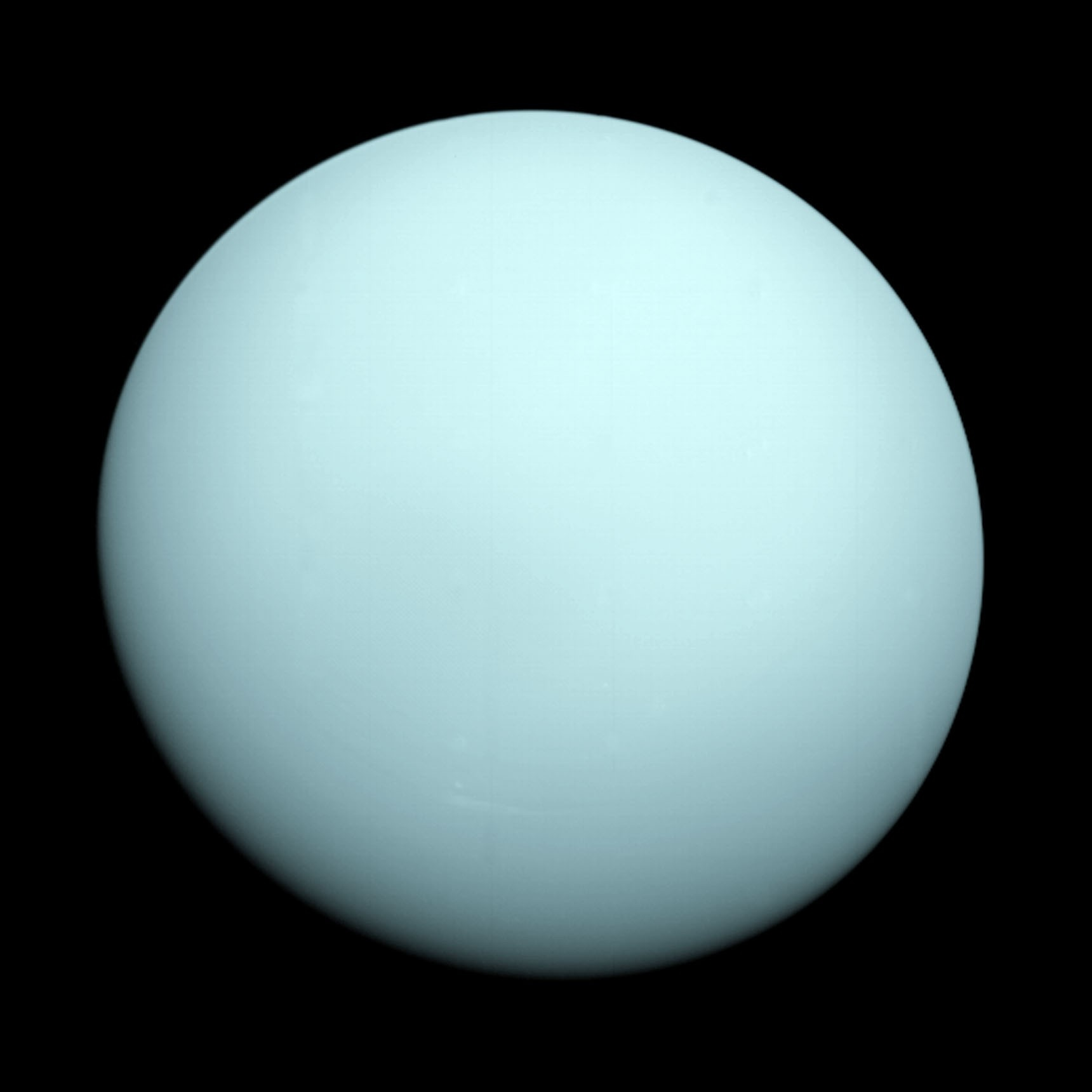
Urano

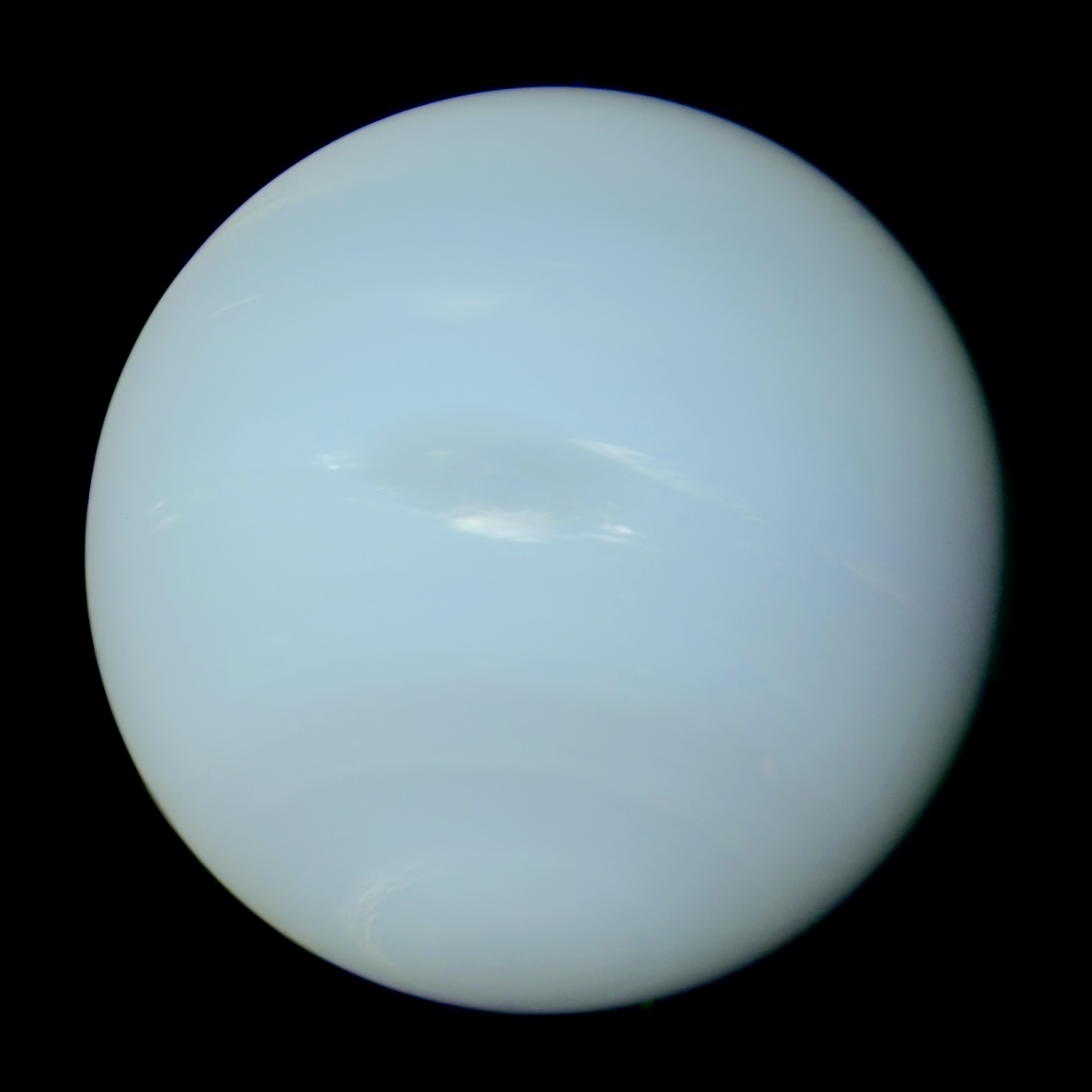
Neptuno (fotografía con exagerado contraste)

Gigante helado es la denominación que algunos científicos utilizaban para referirse a una subclase separada de planetas gigantes debido a su estructura, principalmente constituida por hielo, roca y gas. En el sistema solar hay dos ejemplos de planetas: Urano y Neptuno.
Se diferencian de los gigantes gaseosos "tradicionales" como Júpiter y Saturno en su proporción de hidrógeno y de helio, que es mucho más baja principalmente por su mayor distancia al Sol.
Las capas atmosféricas son muy brumosas, con una pequeña cantidad de metano, que les aporta su característico color aguamarina. En ambos existen campos magnéticos fuertemente inclinados con respecto a sus ejes de rotación. A diferencia de los otros gigantes gaseosos, en Urano la inclinación axial es muy elevada, lo cual provoca que sus estaciones tiendan a ser sumamente extremas.
En los dos planetas ocurren otras diferencias sutiles, pero importantes. A pesar de que, en general, Urano es menos masivo que Neptuno, contiene más hidrógeno y helio. Neptuno es por lo tanto más denso y preserva mucho más calor interno y un ambiente más activo.

## Terminología
En 1952, el escritor de ciencia ficción James Blish acuñó el término «gigante gaseoso» y se usó para referirse a los grandes planetas no terrestres del sistema solar. Sin embargo, desde finales de la década de 1940, se ha entendido que las composiciones de Urano y Neptuno son significativamente diferentes de las de Júpiter y Saturno. Se componen principalmente de elementos más pesados que el hidrógeno y el helio, lo que constituye un tipo separado de planeta gigante. Debido a que durante su formación, Urano y Neptuno incorporaron materiales como hielo o gas atrapado en hielo de agua, el término gigante de hielo entró en uso. 
A principios de la década de 1970, la terminología se hizo popular en la comunidad de ciencia ficción, por ejemplo, Bova (1971), pero el primer uso científico de la terminología fue probablemente por Dunne & Burgess (1978) en un informe de la NASA.

## Formación

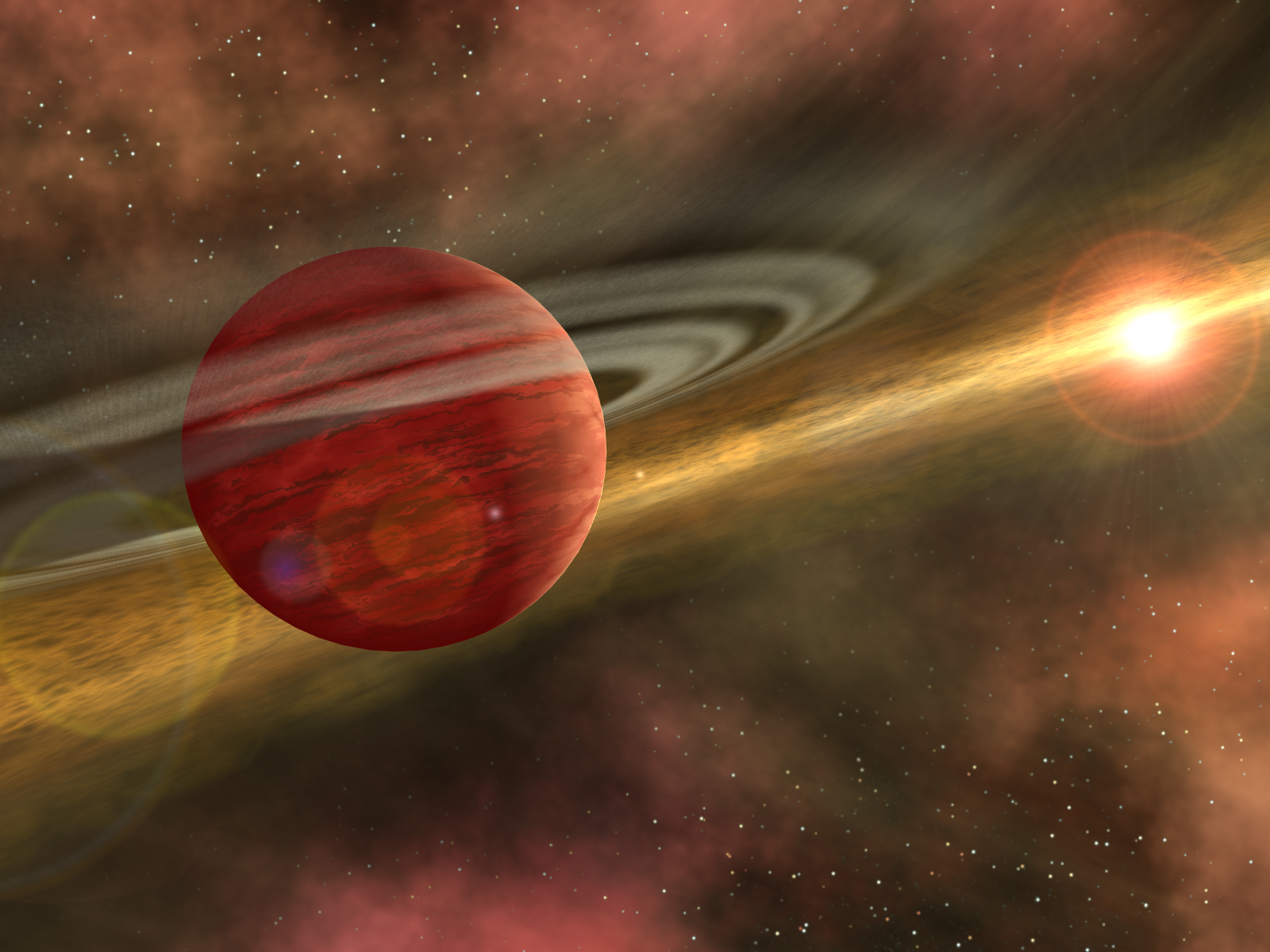
Formación de un planeta de gas entre un disco protoplanetario.

Modelar la formación de los gigantes terrestres y gaseosos es relativamente sencillo y no controvertido. Se sabe ampliamente que los planetas terrestres del sistema solar se formaron a través de la acumulación por colisión de planetesimales dentro del disco protoplanetario. Se cree que los gigantes gaseosos (Júpiter, Saturno y sus planetas extrasolares homólogos) formaron núcleos sólidos de alrededor de 10 masas terrestres a través del mismo proceso, mientras acumulaban envolturas gaseosas de la nebulosa solar circundante en el transcurso de unos pocos millones de años, aunque recientemente se han propuesto modelos alternativos de formación de núcleos basados en la acreción de aerolitos.
Algunos planetas gigantes extrasolares pueden haberse formado a través de inestabilidades del disco de acreción. La formación de Urano y Neptuno a través de un proceso similar de acumulación de núcleos es mucho más problemática, ya que la velocidad de escape de los pequeños protoplanetas a unas 20 unidades astronómicas (AU) del centro del Sistema Solar habría sido comparable a sus velocidades relativas. Tales cuerpos que cruzan las órbitas de Saturno o Júpiter podrían haber sido enviados en trayectorias hiperbólicas expulsándolos del sistema. Esos cuerpos, arrastrados por los gigantes gaseosos, también podrían haberse acumulado en los planetas más grandes o arrojados a las órbitas de los cometas. 
A pesar de los problemas que surgen en los modelos teóricos respecto a su formación, desde 2004 se han observado muchos candidatos a gigantes de hielo orbitando otras estrellas, lo que indica que pueden ser comunes en la Vía Láctea.